# Plectus grahami
Plectus grahami är en rundmaskart. Plectus grahami ingår i släktet Plectus och familjen Plectidae. Inga underarter finns listade i Catalogue of Life.